# Geltorf
Geltorf település Németországban, Schleswig-Holstein tartományban. Lakosainak száma 367 fő (2023. december 31.). Geltorf Brekendorf és Selk községekkel határos.

## Népesség
A település népességének változása:
| Lakosok száma | 237  | 359  | 359  | 358  | 367  | 367  |
|               | 1975 | 2017 | 2019 | 2021 | 2022 | 2023 |